# Hilarigona chiloensis
Hilarigona chiloensis är en tvåvingeart som beskrevs av Brethes 1924. Hilarigona chiloensis ingår i släktet Hilarigona och familjen dansflugor. Inga underarter finns listade i Catalogue of Life.